# Ciclotosaure
El ciclotosaure (Cyclotosaurus) és un gènere extint d'amfibi temnospòndil que va viure en el Triàsic superior.